# Zij heeft stijl
Zij heeft stijl is een Nederlandstalige single van de Belgische band De Kreuners uit 1981.
De B-kant van de single was het liedje Middernacht.
Het nummer verscheen op het album 's Nachts kouder dan buiten uit 1981.

## Meewerkende artiesten
- Producer:
  - Jean-Marie Aerts

- Muzikanten:
  - Erik Wauters (gitaar)
  - Herman Maes (basgitaar)
  - Luc Imants (gitaar)
  - Patrick Van Herck (drums)
  - Walter Grootaers (zang)
  - Werner Pensaert (keyboards)